# Ricardo Flores Magón (métro de Mexico)
Ricardo Flores Magón est une station de la Ligne B du métro de Mexico, dans la délégation Venustiano Carranza.

## La station
La station ouverte en 1999,a pour emblème le buste de Ricardo Flores Magon, anarchiste et journaliste précurseur de la Révolution mexicaine.